# Medvédev (Stàvropol)
|  | No s'ha de confondre amb Dmitri Medvédev. |

Medvédev (en rus: Медведев) és un poble (un khútor) del krai de Stàvropol, a Rússia, que en el cens del 2010 tenia 449 habitants. Pertany al districte rural de Kurskaia.